# Gornji Kneginec
Gornji Kneginec è un comune della Croazia di 5 259 abitanti della regione di Varaždin.